# Onthophagus hidakai
Onthophagus hidakai là một loài bọ cánh cứng trong họ Bọ hung (Scarabaeidae).